# Magellan (tàu vũ trụ)
Tàu vũ trụ Magellan, còn được gọi là Venus Radar Mapper (tạm dịch: Sứ mệnh lập bản đồ Sao Kim bằng radar), là một tàu vũ trụ không người lái nặng 1.035 kilôgam (2.282 lb) được phóng bởi NASA vào ngày 4 tháng 5 năm 1989. Mục tiêu của tàu là lập bản đồ bề mặt của Sao Kim bằng radar khẩu độ tổng hợp và đo lường trường hấp dẫn của hành tinh này.
Tàu thăm dò Magellan là phi vụ liên hành tinh đầu tiên được phóng bằng tàu con thoi, sử dụng tên lửa tầng quán tính trên cùng (Inertial Upper Stage) để phóng và là tàu vũ trụ đầu tiên dùng kĩ thuật giảm tốc nhờ khí quyển để làm tròn quỹ đạo của mình. Magellan là phi vụ thám hiểm Sao Kim thành công thứ tư của NASA.

## Lịch sử
Bắt đầu từ những năm cuối thập niên 70, các nhà khoa học đã có ý định lập bản đồ bề mặt Sao Kim bằng radar. Ban đầu, người ta đề xuất một phi vụ mang tên Venus Orbiting Imaging Radar (VOIR), tuy nhiên, đề xuất này đã bị hủy vào năm 1982 do nó vượt quá ngân sách.
Một phi vụ đơn giản hơn tên là Venus Radar Mapper đã được chấp thuận vào năm 1983. Phi vụ này đặt ra ít mục tiêu hơn và chỉ bao gồm một khí cụ khoa học chính. Phi vụ này được đặt tên lại thành Magellan vào năm 1985 nằm tôn vinh nhà thám hiểm Ferdinand Magellan vì những công cuộc khám phá Trái Đất của ông.

## Mục tiêu
Các mục tiêu của phi vụ này là:
- Lập được hình ảnh của gần như toàn bộ bề mặt Sao Kim với độ phân giải cao.
- Lập bản đồ địa hình của gần như toàn bộ Sao Kim với độ phân giải không gian 50 km và độ phân giải dọc 100 m.
- Lấy được các dữ liệu trọng trường với độ phân giải 700 km và độ chính xác đạt từ 2 đến 3 miligal.
- Nghiên cứu cấu trúc địa chất của Sao Kim, bao gồm sự phân bố mật độ và các hoạt động của hành tinh này.

## Thiết kế của tàu

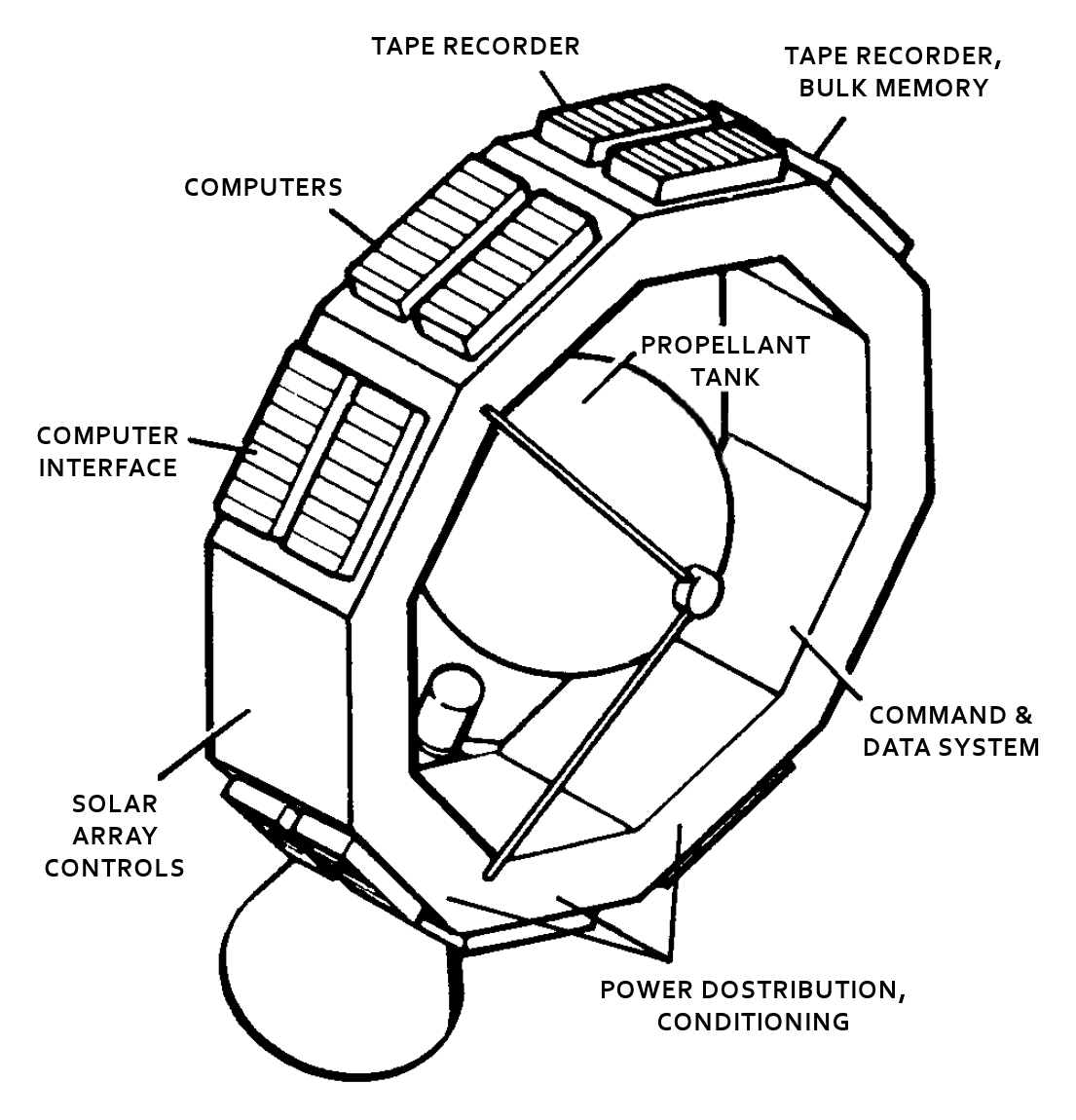
Sơ đồ của bộ phận chính làm nên thân tàu.

Con tàu được thiết kế và chế tạo bởi công ty Martin Marietta. Phòng Thí nghiệm Sức đẩy Phản lực quản lý phi vụ này cho NASA.
Để tiết kiệm chi phí, phần lớn các bộ phận trên tàu là các thiết bị còn sót lại từ các phi vụ khác như Voyager, Galileo, Ulysses, và Mariner 9. Thân chính của tàu rỗng ở giữa, có hình thập giác và được làm từ nhôm. Các ngăn cạnh chứa máy tính, thiết bị ghi dữ liệu và các hệ thống khác. Con tàu cao 6,4 mét và có đường kính 4,6 mét. Khối lượng của tàu là 1.035 kilôgam và mang hơn 2.414 kilôgam nhiên liệu khiến khối lượng tổng cộng của nó đạt 3.449 kilôgam.

### Hệ thống đẩy và điều khiển tư thế bay
Con tàu được thiết kế để cân bằng trên ba trục, kể cả khi động cơ chính được bật lên để đi vào quỹ đạo Sao Kim. Động cơ tên lửa nhiên liệu rắn Star 48B với lực đẩy hơn 89 kilônewtơn được dùng để đưa tàu vào quỹ đạo Sao Kim. 24 động cơ đẩy đơn nhiên liệu với lực đẩy 445 newtơn dùng hydrazin được trang bị cho việc điều chỉnh tư thế bay. Một bình nhiên liệu có đường kính 71 centimét làm từ titan đặt trong phần rỗng giữa tàu chứa 133 kilôgam hydrazin để cung cấp cho 24 động cơ đó. Một bình khí heli được dùng để tạo áp đẩy hydrazin từ bình nhiên liệu đến động cơ. 
Tư thế bay của tàu được đo bằng hê thống con quay hồi chuyển và máy theo dõi sao.

### Liên lạc

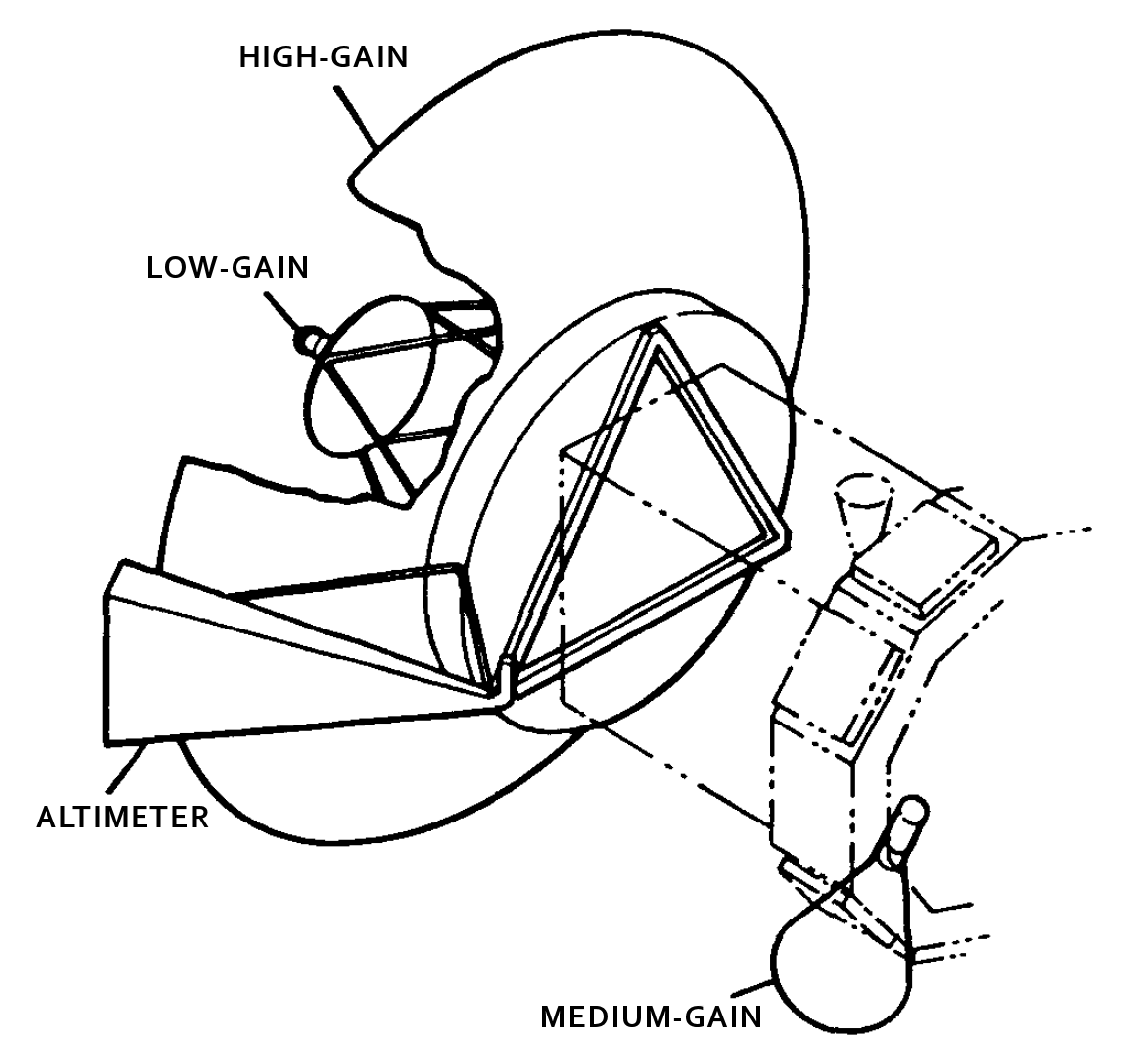
Vị trí của các ăngten.

Một ăngten chảo làm từ nhôm và than chì với đường kính 3,7 mét và hệ số khuếch đại lớn còn sót từ chương trình Voyager và một ăngten hệ số khuếch đại trung bình từ phi vụ Mariner 9 được dùng cho việc liên lạc Trái Đất. Một ăngten hệ số khuếch đại thấp được gắn trên ăngten hệ số khuếch đại cao cho việc dự phòng. Khi liên lạc với mạng lưới giám sát Không gian Sâu (Deep Space Network), tốc độ truyền lệnh lên qua băng tần S là 1,2 kilobit/giây còn tốc độ truyền dữ liệu về qua băng tần X là 268,8 kilobit/giây.

### Điện
Hai tấm pin mặt trời hình vuông với cạnh 2,5 mét cung cấp hơn 1.200 watt điện cho con tàu. Hai pin nickel-cadmi 26 ngăn với dung lượng 30 ampe giờ sạc bởi các pin mặt trời cấp điện cho tàu khi nó nằm ở mặt tối của Sao Kim. Hiệu suất của các pin mặt trời giảm sút qua thời gian do sự biến động nhiệt độ khắc nghiệt gần Sao Kim.

### Máy tính và xử lí thông tin
Hệ thống máy tính trên Magellan giống như cái trên tàu Galileo với những thay đổi nhỏ. Hai máy tính ATAC-16 được dùng cho hệ thống điều khiển tư thế bay và bốn vi xử lý RCA 1802 được dùng cho hệ thống xử lí lệnh và dữ liệu (Command and data subsystem - CDS). Hệ thống CDS có thể lưu trữ lệnh hơn ba ngày và tự động điều khiển tàu nếu có vấn đề khi mặt đất không thể liên lạc với tàu.
Lệnh và dữ liệu khoa học được lưu trên hai máy ghi băng kĩ thuật số với dung lượng hơn 225 megabyte để truyền về Trái Đất khi có liên lạc.